# Симфонія № 3 (Шуман)
Симфонія № 3 мі-бемоль мажор, op. 97 Роберта Шумана написана в 1850 році. Хронологічно ця симфонія четверта, бувши написаною пізніше ніж ре-мінорна, відома як четверта симфонія. Прем'єра симфонії відбулася 6 лютого 1851 року в Дюссельдорфі, диригував сам автор. Симфонія складається з 5 частин:
1. Lebhaft
2. Scherzo: Sehr mäßig
3. Nicht schnell
4. Feierlich
5. Lebhaft